# Skrajna Turnia
Skrajna Turnia (słow. Krajná kopa, niem. Randturm, węg. Szélső-torony, 2097 m n.p.m.) – pierwszy od zachodu szczyt w Grani Tatr Wysokich (najbardziej na zachód położonym szczytem Tatr Wysokich jest Brdarowa Dzwonnica), położony pomiędzy przełęczą Liliowe a Skrajną Przełęczą. Następnym szczytem w tym grzbiecie w kierunku na wschód jest Pośrednia Turnia, a potem Świnica. Przez szczyty te i przełęcze przebiega granica polsko-słowacka. Skrajna Turnia zbudowana jest z granitoidów. Ludwik Zejszner w 1850 r. pisał o niej: „...leży w środku pasma tatrowego i stanowi granicę petrograficzną dla granitu.”.
Po stronie polskiej Skrajna Turnia opada ścianami o wysokości do 270 m. Tworzy dwa grzbiety:
- krótki północno-wschodni. Na południowy wschód opada on ścianą do Skrajnego Żlebu ze Skrajnej Przełęczy, na północny zachód ścianą do wielkiego piarżyska oraz Zielonego Stawu Gąsienicowego,
- dłuższy i stopniowo obniżający się północno-zachodni. Jego orograficznie lewe stoki tworzą ograniczenie dla depresji z Liliowego, prawe opadają do tego samego piarżyska nad Zielonym Stawem Gąsienicowym[5].

Na słowacką stronę ze Skrajnej Turni opadają w południowo-zachodnim kierunku dwie grzędy oddzielające Dolinę Walentkową od głównego ciągu Doliny Cichej. Od strony Doliny Walentkowej grzęda ma zbocza łagodne, górą trawiaste, niżej porośnięte kosodrzewiną. Pomiędzy grzędami opada do Doliny Cichej Liptowskiej Żleb Zaremby, niżej łączący się ze żlebem spod Liliowego.
Na szczyt od dawna wchodzili górale. Prawdopodobnie był na nim około 1805 roku Stanisław Staszic, na pewno zaś 16 lipca 1867 roku Eugeniusz Janota z towarzyszami. Pierwsze zanotowane wejście zimą: Mychajło Bojczuk i Mariusz Zaruski w 1904 roku.
Z rzadkich roślin występują na Skrajnej Turni sasanka wiosenna, mietlica alpejska, przymiotno węgierskie i ukwap karpacki.

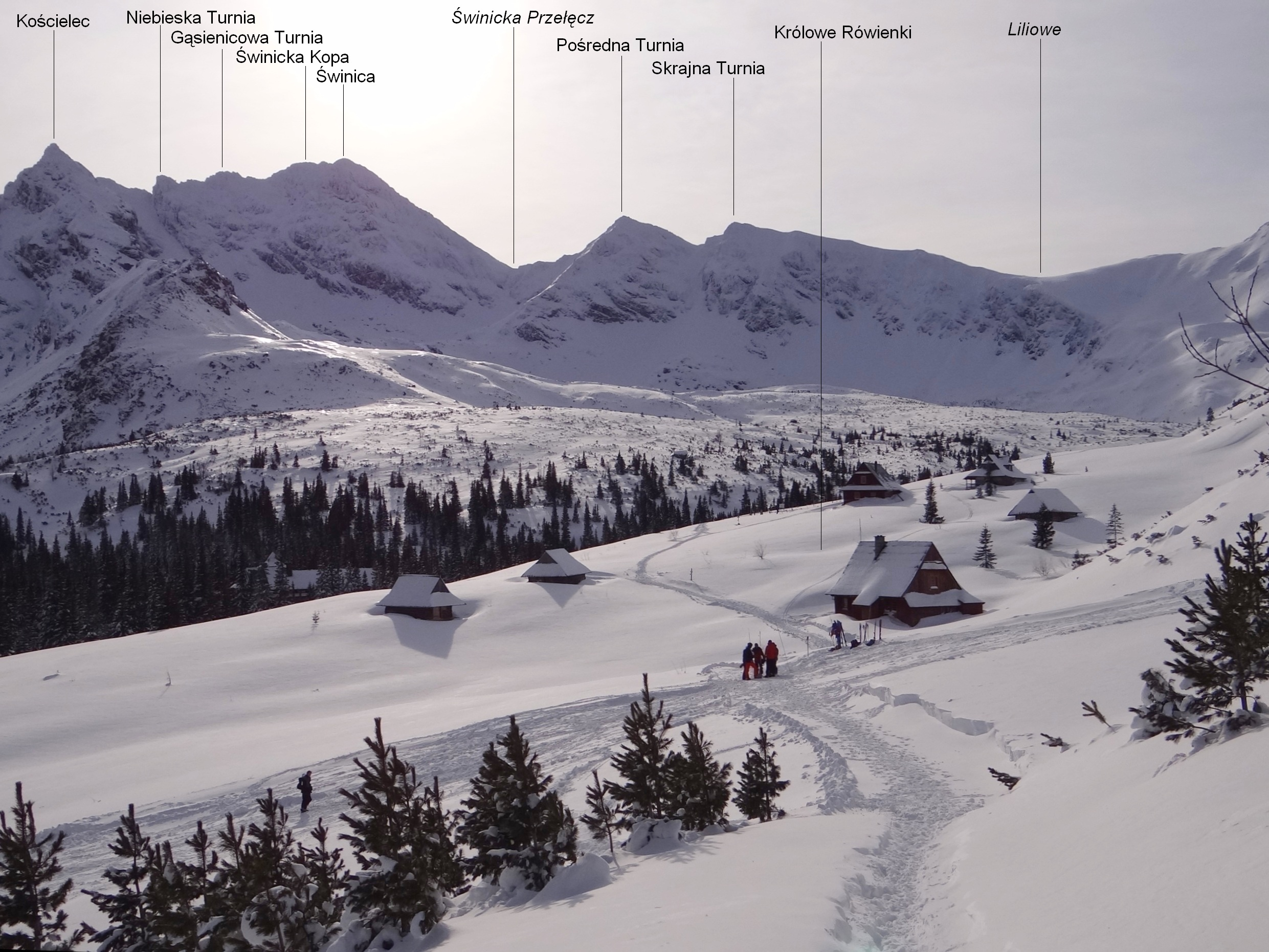
Widok z Królowej Równi
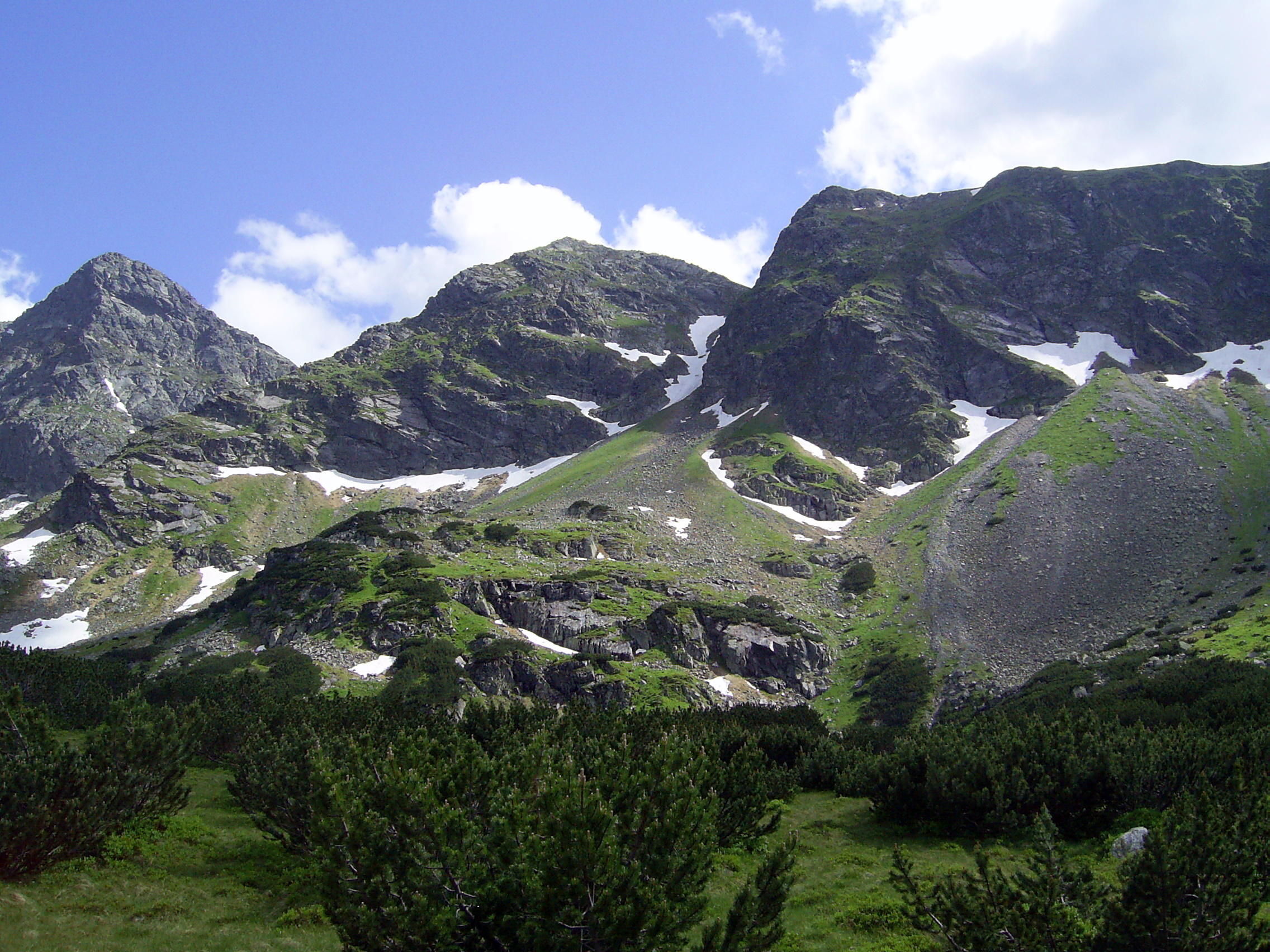
Widok z Zielonej Doliny Gąsienicowej. Skrajna Turnia po prawej
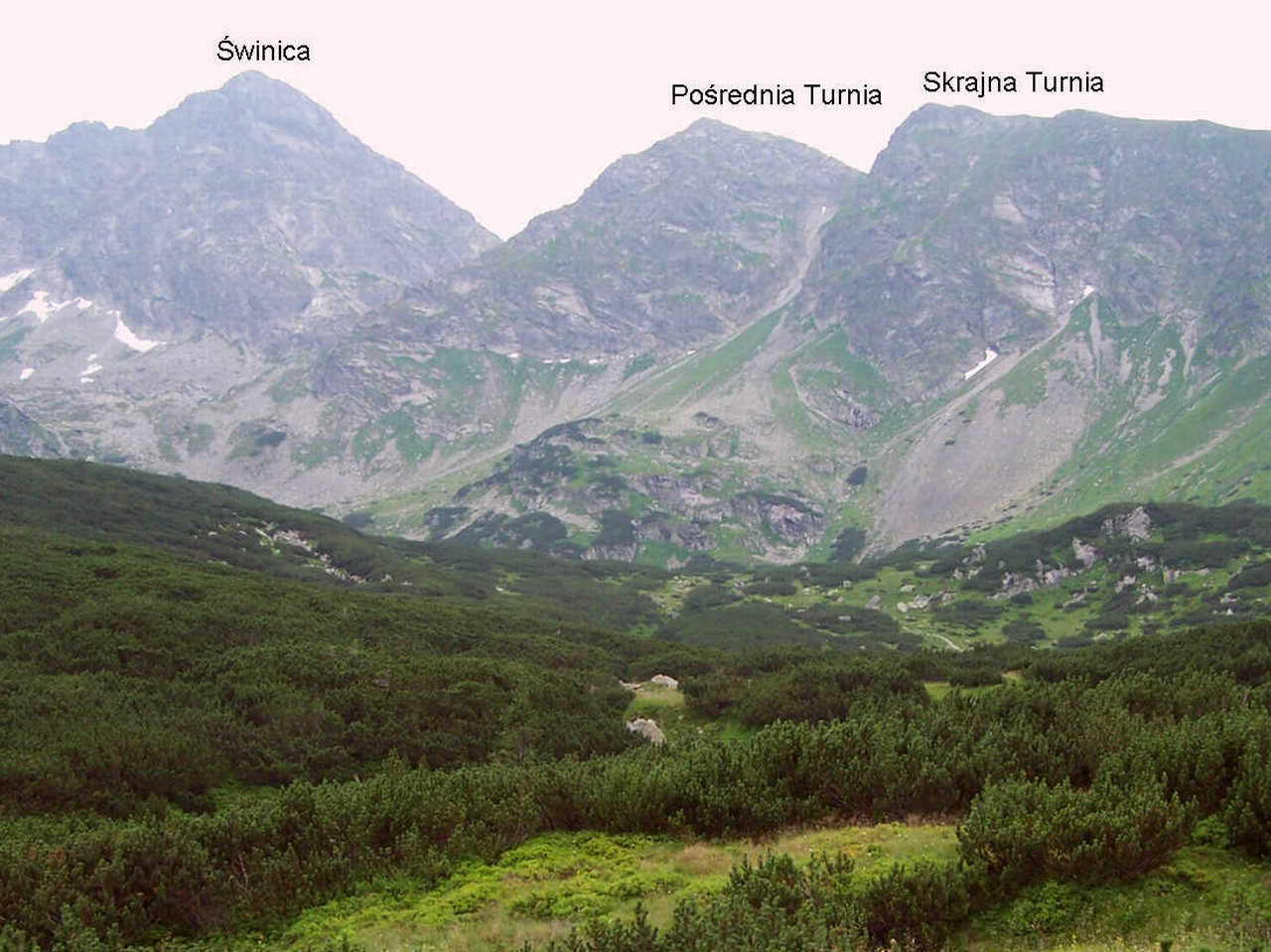
Widok z Doliny Gąsienicowej
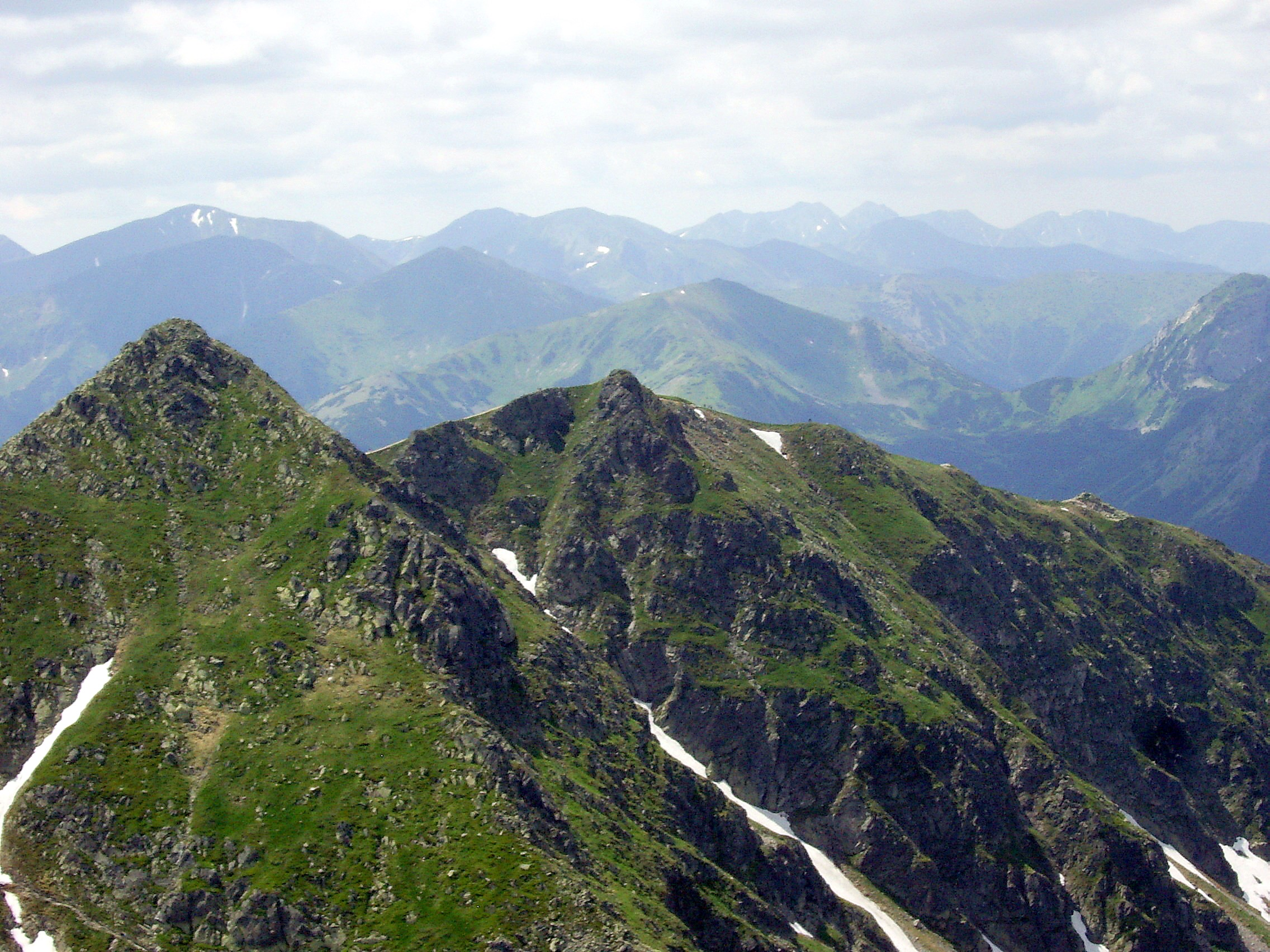

## Szlaki turystyczne
– czerwony szlak turystyczny z Doliny Kościeliskiej przez Czerwone Wierchy i dalej główną granią Tatr przez Kasprowy Wierch, Liliowe i Świnicką Przełęcz na szczyt Świnicy i dalej w kierunku Orlej Perci. Nie prowadzi przez szczyt Skrajnej Turni, lecz jej południowymi zboczami po słowackiej stronie. Czas przejścia z Kasprowego Wierchu na Świnicę: 1:40 h, ↓ 1:20 h.